# مارتین یان
مارتین یان (انگلیسی: Martin Yan؛ زادهٔ ۲۲ دسامبر ۱۹۴۸) سرآشپز، بازیگر و تاجر اهل ایالات متحده آمریکا است. از فیلم‌ها یا برنامه‌های تلویزیونی که وی در آن نقش داشته است می‌توان به راپسودی برنج اشاره کرد.
مارتین یان که اصالت خانوادگی‌اش به هوئی‌پینگ بازمی‌گردد، درگوانگ‌ژوو، استان گوانگ‌دونگ، چین، از پدری رستوران‌دار و مادری خواربارفروش به دنیا آمد. او از دوازده‌سالگی آشپزی را آغاز کرد. در سیزده‌سالگی به هنگ‌کنگ نقل مکان کرد و در کالج مونسنگ در شهر کولون به تحصیل پرداخت. در این دوران، در رستوران چینی دایی‌اش کار می‌کرد و روش سنتی کباب‌پزی چینی را آموخت. او مدرکی از مؤسسه آشپزی اورسیز در هنگ‌کنگ دریافت کرد و سپس برای ادامه تحصیل راهی کانادا شد. ده سال پس از ورودش به آمریکای شمالی، در سال ۱۹۷۵ مدرک کارشناسی ارشد علوم غذایی را از دانشگاه کالیفرنیا، دیویس دریافت کرد.
او با استفن یان، سرآشپز چینی-کانادایی برنامه «کار با یان» نسبت خانوادگی ندارد، هرچند در دهه ۱۹۷۰، مارتین یان یک سال برای استفن یان کار کرد. در این مدت، استفن یان او را به‌عنوان یکی از اعضای گروه «جوخه پرنده» متشکل از شش سرآشپز آموزش داد؛ گروهی که برای اجرای نمایش‌های آشپزی چینی به سراسر کانادا سفر می‌کردند، از جمله در رویدادهایی مانند نمایشگاه کلگری استمپید، روزهای کلوندایک در ادمونتون، و نمایش‌های لوازم خانگی در فروشگاه‌های شرکت هادسونز بی کمپانی.
یان تدریس آشپزی چینی را در قالب یک برنامه آموزشی دانشگاهی آغاز کرد. در زمانی که در کلگری به دوستش برای راه‌اندازی یک رستوران کمک می‌کرد، در یک برنامه گفتگومحور در شبکه سی‌اف‌ای‌سی-تی‌وی (که اکنون سی‌آی‌سی‌تی-دی‌تی نام دارد) حضور یافت تا بخش آشپزی را اجرا کند و همین باعث شد چندین بار دیگر نیز برای اجرا دعوت شود. این برنامه منجر به تولید ۲۵۰ قسمت روزانه از مجموعه اولیه‌اش به نام یان می‌تواند شد که به مدت چهار سال از سی‌اف‌ای‌سی تهیه و پخش می‌شد تا اینکه در سال ۱۹۸۲ به کی‌کیوای‌دی در سان فرانسیسکو منتقل شد و نام برنامه به یان آشپزی بلد است تغییر یافت.
او از سال ۱۹۸۲ تاکنون در بیش از ۳۵۰۰ قسمت از برنامه آشپزی یان آشپزی بلد است در شبکه پی‌بی‌اس اجرا داشته است. برنامه‌های او در بیش از ۵۰ کشور پخش شده‌اند. او در حال حاضر مجری برنامه مارتین یان – آسان و فوری است. همچنین اجرای برنامه چایناتاون مارتین یان را بر عهده دارد که در آن از محله‌های چینی در سراسر جهان بازدید می‌کند، و نیز برنامه چین پنهان مارتین یان را اجرا می‌کند.